# AVNOJ-Preis
Der Preis des Antifaschistischen Rates der Volksbefreiung Jugoslawiens (abgekürzt AVNOJ-Preis), serbokroatisch:  Nagrada Antifašističkog veća narodnog oslobođenja Jugoslavije (abgekürzt AVNOJ-a), war von 1966 bis 1990 die höchste staatliche Auszeichnung für Kulturschaffende in der Sozialistischen Föderativen Republik Jugoslawien (SFRJ).

## Satzung
Gemäß der Satzung wurde der Preis an diejenigen Kulturschaffenden im Bereich Kunst und Wissenschaft verliehen, deren Werke eine besondere Bedeutung für die Entwicklung der SFRJ haben. Der Preis wurde auch für das Lebenswerk einer Persönlichkeit und auch an Arbeitsorganisationen verliehen. Die Auszeichnung wurde von einem staatlichen Preiskomitee verliehen, das aus mehreren Sonderkommissionen bestand – für Kunst, Landwirtschaft, technische, biologische und medizinische Wissenschaften usw. Die Namen der Preisträger wurden im Rahmen einer Feier am Tag der Republik Jugoslawien, dem 29. November, bekannt gegeben. Das erste Preiskomitee wurde von Josip Vidmar, Präsident der Slowenischen Akademie der Wissenschaften und Künste, geleitet, und die Preise wurden den Gewinnern am 6. Dezember 1966 von Edvard Kardelj, dem damaligen Präsidenten der jugoslawischen Bundesversammlung, überreicht.

## Preisträger
- 1966 Antun Augustinčić, Bildhauer; Branko Žeželj; Franc Kogoj; Blaže Koneski, Schriftsteller; Miroslav Krleža, Schriftsteller; Petar Lubarda, Maler; Ismet Mujezinović, Maler; Pavle Savić, Chemiker und Physiker; Alojz Tavčar; Kosta Todorović; Jovan Hadži und Rodoljub Čolaković.
- 1967 Ivo Andrić, Literaturnobelpreisträger; Mihajlo Lalić, Schriftsteller; Čedomir Simić, Veterinärmediziner; Božidar Jakac, Maler und Graphiker, Josip Vidmar
- 1968 Velibor Gligorić, Literaturkritiker; Edvard Kardelj, kommunistischer Theoretiker; Đorđe Lazarević, Architekt; Izidor Papo, Chirurg; F. Bevk; B. Brecelj
- 1969 Miladin Pećinar, Ingenieur; M.Cerar; A.; M. Kranjec; M.Šnuderl
- 1970 Oskar Davičo; Oskar Danon, Komponist und Dirigent; Dušan Kanazir, Biochemiker; Desanka Maksimović, Schriftstellerin; Stanoje Stefanović, Mediziner; Branko Ćopić, Schriftsteller; Emerik Blum; Veljko Bulajić, Filmregisseur; Vojo Dimitrijević; Alojz Derling; Marjan Detoni; Krsto Hegedušić; Panta Jakovljević; Ljubiša Jovanović, Vjekoslav Kaleb, Schriftsteller, Mile Klopčić, Schriftsteller; Petar Martinović, Endokrinologe; France Mihelič, Maler; Georgije Ostrogorski, Historiker; Meša Selimović, Schriftsteller; Stanoje Stefanović; Risto Stijović; Aco Šopov, Schriftsteller; Vinko Žganec; A. Derling
- 1971 Ivan Radović; Boris Kalin, Bildhauer
- 1972 Vladimir Bakarić, Politiker; Norbert Veber; Jakov Gotovac, Komponist und Dirigent; Branimir Gušić, Mediziner; Petar Drezgić, Soziologe; Dušan Kostić, Schriftsteller; Skender Kulenović, Dichter; Živko Mučalov; Franc Novak,  Mediziner; Petre Prličko; B. Ziherl
- 1973 Stojan Aralica; Vjekoslav Afrić; I. Atelšek;  M. Bor; J. Milčinski; Miroslav Čangalović, operski pevač
- 1974 Najdan Pašić, Politologe; S. Brodar; C. Kosmač; B. Ravnihar
- 1975 Z. Kalin; S. Krašovec; B. Kreft
- 1976 Branislav Bukurov, Geograph; Vojislav Stanojević, Chirurg; Dubravka Tomšič-Srebotnjak, Pianistin; France Štiglic, Filmregisseur
- 1977 Ljubisav Rakić, Mediziner; Gabrijel Stupica, Maler
- 1978  Mihailo Apostolski, Historiker; Vasko Popa, Schriftsteller; Robert Blinc, Physiker
- 1979 Svetozar Ilešič, Geograph; D. Vogelnik
- 1980 Milan Šimpraga; Ranko Marinković, Schriftsteller; M. Mikuž
- 1981 Bogdan Bogdanović, Architekt; Mihailo Vukdragović, Komponist; Boris Papandopulo, Komponist und Dirigent; Todor Skalovski, Komponist und Dirigent; Bogoljub Stanković, Mathematiker; Ivan Vidav, Mathematiker
- 1982 Ivan Vidav, Mathematiker, Miomir Vukobratović, Ingenieur; Muris Osmanagić, Geologe; D. Cvetko; Edvard Ravnikar, Architekt; A. Župančič
- 1983 Žarko Bulajić, Ökonom; Dragutin Vukotić, Mediziner; Nedeljko Gvozdenović, Mihailo Mihailović, Chemiker; Hrvoje Požar; Anton Ingolič, Schriftsteller; V. Tomšič
- 1984 Milivoj Mića Nikolajević; Vladimir Pantelić, Veterinärmediziner; Branislav Šoškić, Ökonom; Ljupčo Serafimov; I. Potrč
- 1985 Radomir Konstantinović; Franz Zwitter, Historiker
- 1986 Svetomir Arsić-Basara; Predrag Peđa Milosavljević; Miloje Sarić; D. Hadži
- 1987 Sava Petković, Ingenieur; Nikola Hajdin, Ingenieur; L. Vodovnik
- 1988 Drago Grdenić, Chemiker; Danilo Kiš, Schriftsteller; Ljubiša Samardžić, Schauspieler und Regisseur; Anton Trstenjak, Psychologe
- 1989 Emir Kusturica, Filmregisseur und Musiker; Miroslav Mišković, Unternehmer; Milorad Pavić, Schriftsteller; Ratko Rudić, Wasserballtrainer; Stojan Ćelić, Maler und Kunstkritiker; H. Rigelnik[4]